# Les Vacances des anges
Vous pouvez aider à l'améliorer ou bien discuter des problèmes sur sa page de discussion.
- Il n'est pas vérifiable et peut contenir des informations totalement erronées. Il est fortement conseillé aux contributeurs d'étayer son contenu par des sources fiables. Sans cela, sa suppression pourrait être envisagée. (si vous venez d'apposer le bandeau, veuillez cliquer sur ce lien pour créer la discussion et en afficher les indications). (Marqué depuis décembre 2024)
- Il peut contenir un travail inédit ou des déclarations non vérifiées. Vous pouvez l’améliorer en ajoutant des références. (Marqué depuis décembre 2024)

- Archive Wikiwix
- Bing
- Cairn
- DuckDuckGo
- E. Universalis
- Gallica
- Google
- G. Books
- G. News
- G. Scholar
- Persée
- Qwant
- (zh) Baidu
- (ru) Yandex
- (wd) trouver des œuvres sur Wikidata

Vous pouvez aider à l'améliorer ou bien discuter des problèmes sur sa page de discussion.
- Il ne cite pas suffisamment ses sources. Vous pouvez indiquer les passages à sourcer avec {{référence nécessaire}} ou {{Référence souhaitée}}, et inclure les références utiles en les liant aux notes de bas de page. (Marqué depuis mars 2021)
- Son texte doit être wikifié : il ne correspond pas à la mise en forme Wikipédia (style, typographie, liens internes, liens entre les wikis, etc.). (Marqué depuis décembre 2024)

- Archive Wikiwix
- Bing
- Cairn
- DuckDuckGo
- E. Universalis
- Gallica
- Google
- G. Books
- G. News
- G. Scholar
- Persée
- Qwant
- (zh) Baidu
- (ru) Yandex
- (wd) trouver des œuvres sur Wikidata

Les Vacances des Anges est une émission de téléréalité française produite par la société La Grosse Équipe diffusée sur NRJ 12 du lundi au vendredi en avant-soirée. Elle est un dérivé de l'émission Les Anges. Le principe est de retrouver des candidats, principalement issus du programme, réunis pour passer des « vacances ». Cependant, pour en bénéficier, ils doivent réaliser différentes tâches. Selon les saisons, l'issue du travail fourni est différente. En effet, dans la première saison, les Anges qui travaillaient le moins bien étaient nommés pour la cérémonie d'élimination hebdomadaire, dans la seconde saison, chaque travail réussi leur permettait de meubler la villa et dans la troisième saison, ils gagnaient de quoi payer le loyer pour pouvoir séjourner dans la villa.
Le générique de la première saison est le même que celui des Anges. Il s'agit d'un featuring entre Gilles Luka et la chanteuse Nyusha. Le titre se nomme Plus Près (We Can Make It Right). Pour la deuxième saison, il s'agit de la chanson Can We Live Together, composée par le groupe Knight Kids.
L'émission compte quatre saisons. La première saison a été diffusée du 24 août 2015 au 16 octobre 2015, la deuxième du 28 août 2017 au 17 novembre 2017, la troisième du 27 août 2018 au 30 novembre 2018, et la quatrième du  29 mars 2021 au 2 juillet 2021.

## Saison 1:All Stars

### Contexte et diffusion
Pour la rentrée 2015, NRJ 12 a commandé une saison spéciale des Anges.[réf. souhaitée] Elle a été diffusée du 24 août 2015 au 16 octobre 2015 à 17 h 35.

#### Scénario
Pendant huit semaines, les Anges ont été réunis pour passer des vacances à Ibiza, où ils étaient logés dans une villa. Mais pour mériter ces vacances, ils ont dû travailler chaque jour dans un hôtel-club. Pour veiller à la qualité de leur travail et au bon déroulement de leurs activités, ils étaient encadrés par trois doyennes de téléréalité, à savoir Livia (Allô Nabilla), Frédérique  (Les Anges 5 et 6) et Linda (Les Anges 6 et 7).
Les moins bons travailleurs étaient nommés par les doyennes. Puis, à l’issue d’un vote, les Anges eux-mêmes sauvaient un des nommés. Ainsi, chaque semaine, des Anges ont quitté l'aventure pour faire place à des nouveaux.

### Participants
Dix candidats composent le casting initial, rejoints au rythme des éliminations par treize autres en cours d'aventure, dont deux Anges anonymes, portant le casting final à vingt-trois candidats.
- Amélie Neten (Les Anges 1, 2, 4, 5, 6 et 7)
- Sofiane Tadjine (Les Anges 2, 3 et 4)
- Julie Ricci (Les Anges 2)
- Myriam Abel (Les Anges 3 et 4)
- Kamel Djibaoui (Les Anges 3)
- Marie Garet (Les Anges 4 et 5)
- Benjamin Machet (Les Anges 5 et 6)
- Eddy Ben Youssef (Les Anges 6 et 7)
- Shanna Kress (Les Anges 6 et 7)
- Thibault Kuro Garcia (Les Anges 6 et 7)
- Frédérique Brugiroux (Les Anges 5 et 6)
- Linda Roubine (Les Anges 6 et 7)
- Livia Grange (Allô Nabilla)
- Julien Ettore Bert  (Les Anges 6)
- Aurélie Dotremont (Les Anges 5)
- Kevin Miranda (Les Anges 3)
- Diana Jones (Les Anges 1 et 2)
- Barbara Lune (Les Anges 7)
- Raphaël Pépin (Les Anges 7)
- Caroline Van Hoye (Ange anonyme)
- Nathalie Andreani (Les Anges 7)
- Guillaume Reydel (Ange anonyme)
- Vivian Grimigni (Les Anges 7)
- Samir Benzema (Les Anges 5)
- Anaïs Camizuli (Les Anges 6 et 7)
- Astrid Poubel (Les Anges 1 et 2)
- Brandon Yokouchi (Les Anges 2)
- Dominique-Damien Réhel (Les Anges 2)

Les Anges ont également accueilli quelques invités, à savoir Brandon Yokouchi des Anges 2 venu leur donner un cours de yanta et Oscar Sisto, professeur de théâtre dans Star Academy, venu les entraîner pour le spectacle de fin de saison.

## Saison 2:Bienvenue chez les Grecs

Logo de la saison 2

### Contexte et développement
Officialisée lors de l'émission du Mad Mag du 3 mai 2017, la deuxième saison des Vacances des Anges, intitulée Bienvenue chez les Grecs, s'est déroulée en Crète, en Grèce. Le tournage a débuté le 29 mai 2017 et s'est achevé le 5 juillet 2017. Un épisode inédit était diffusé chaque soir à 18 h 50 du 28 août 2017 au 20 octobre 2017, puis à partir de 18 h 15 du 23 octobre 2017 au 17 novembre 2017.
Contrairement à la saison précédente, les règles ont changé. En effet, il n'y avait plus de doyennes pour juger le travail des Anges, qui travaillaient désormais dans l'optique de meubler la villa et d'améliorer leur confort au quotidien. Ainsi, c'est auprès de leur parrain, Stéfanos, remplacé en cours d'aventure par Hugo Manos, qu'ils récupéraient leurs gains en sélectionnant l'un des trois lots proposés. En revanche, s'ils échouaient, ils pouvaient perdre la totalité des gains obtenus ou voir certains d'entre-eux quitter l'aventure.

### Participants
Treize candidats composaient le casting initial, dont un Ange anonyme, rejoints par treize autres en cours d'aventure, dont deux Anges anonymes, portant le casting final à vingt-six candidats. Contrairement à la première saison dans laquelle seuls des candidats ayant figuré dans au moins une saison des Anges ont participé, cette saison, certains candidats sont issus d'autres émissions de télé-réalité.
- Amélie Neten (Les Anges 1, 2, 4, 5, 6 et 7)
- Barbara Lune (Les Anges 7 et 9)
- Sanaya Serra (Ange anonyme)
- Coralie Porrovecchio (Les Anges 8)
- Sarah Fraisou (Les Anges 8 et 9)
- Jonathan Zidane (Les Anges 9)
- Jordan Faelens (Les Anges 9)
- Thomas Adamandopoulos (Les Anges 9)
- Jaja Moussaoui (Secret Story 10)
- Coralie Delmarcelle (Les Anges 7)
- Florian Paris (Les Princes de l'amour 2)
- Rawell Saidi (Les Anges 9)
- Clément Castelli (Les Marseillais : South Africa)
- Kim Glow (Les Anges 9)
- Tony Teixeira (La Villa des cœurs brisés 2)
- Mélanie Amar (Les Anges 9)
- Astrid Nelsia (Les Princes de l'amour 4)
- Vincent Shogun (Les Anges 9)
- Sarah Lopez (Les Anges 9)
- Vincent Queijo (Les Anges 7 et 9)
- Rania Saidi (Les Anges 9)
- Frédérique Brugiroux (Les Anges 5, 6 et 9)
- Carl Charron (Les Anges 9)
- Kelly Helard (Les Anges 6)
- Neymar Abdelkader (Moundir et les Apprentis Aventuriers 2)
- Raphaël Pépin (Les Anges 7, 8 et 9)

### Audiences
Concernant les audiences, le premier épisode a réuni 306 000 téléspectateurs, représentant ainsi 2,2 % des parts de marché. L'épisode de fin, quant à lui, a enregistré 242 000 téléspectateurs pour 1,6 % des parts de marché.
L'épisode ayant réuni le plus de téléspectateurs et ayant généré les plus hautes parts de marché est le quarante-neuvième, diffusé le 2 novembre 2017. 437 000 téléspectateurs ont été enregistrés pour 3 % des parts de marché. En revanche, le vingtième épisode a compté le plus faible nombre de téléspectateurs, qui s'élevait à 187 000. Quant au sixième épisode, il a représenté la plus faible part de marché de la saison, avec 1,1 %.

## Saison 3:¡ Viva España!

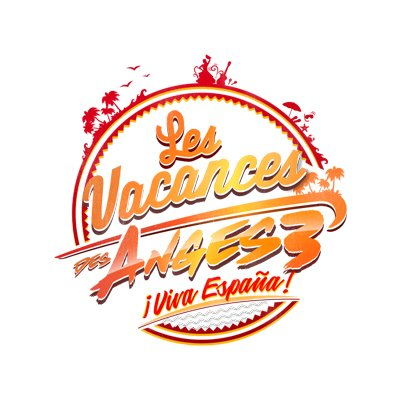
Logo de la saison 3

### Contexte et développement
Annoncée le 27 avril 2018, la troisième saison des Vacances des Anges, intitulée ¡ Viva España !, se déroule à Marbella, en Espagne. Un épisode inédit était diffusé chaque soir à 19 h du lundi au vendredi, entre le 27 août 2018 et le 30 novembre 2018.
Cette saison, Les Anges doivent travailler pour remporter des « pesos », la monnaie fictive de l'émission, afin de payer à la fin de la semaine le loyer de la villa qui s'élève à 4 000 pesos. Au total, quatre travaux différents leur sont proposés chaque semaine leur permettant ainsi de remporter jusqu'à 1 000 pesos chacun. Cependant, s'ils ne réunissent pas assez d'argent, ils doivent loger sous la tente dans le jardin ou faire face à une sanction qui peut aller jusqu'à l'exclusion d'un candidat.

### Participants
Le casting initial est composé de treize candidats issus de précédentes émissions de téléréalité, notamment Les Anges, rejoints en cours d'aventure par d'autres, portant ainsi le casting final à vingt-cinq candidats. En revanche, cette saison, contrairement aux précédentes, les Anges n'ont pas accueilli d'Ange anonyme.
- Raphaël Pépin (Les Anges 7, 8, 9, 10 et 11)
- Tressia Bertin (Les Ch'tis)
- Bryan Dubois (Secret Story 11)
- Yamina Niya (10 couples parfaits 1)
- Rémi Notta (Les Anges 10)
- Thomas Adamandopoulos (Les Anges 9, 10 et 11)
- Léana Zaoui (Les Anges 10 et 11)
- Andréane Chamberland (Les Anges 8)
- Yoann Boutonnet (10 couples parfaits 1)
- Julie Robert (Friends Trip 4)
- Marvyn Leone (Koh-Lanta Fidji)
- Sabrina Boot (Les Princes de l'amour 4)
- Elisa De Panicis (Supervivientes 14)
- Corentin Albertini (Friends Trip 4)
- Zaven Aslanian (Les Princes de l'amour 4)
- Cassandre Lapierre (Secret Story 11)
- Sarah Fraisou (Les Anges 8, 9 et 10)
- Pascal Salviani (Koh-Lanta : Thaïlande)
- Sarah Martins (Les Anges 10)
- Frédérique Brugiroux (Les Anges 5, 6 et 9)
- Dominique-Damien Réhel (Les Anges 2)
- Florian Pagliara (Les Anges 10)
- Linda Dalin (La Villa des cœurs brisés 3)
- Jaja Moussaoui (Les Anges 10)
- Barbara Opsomer (Les Anges 10)

## Saison 4:Work Hard vs Play Hard

### Contexte et développement
Le 8 février 2021, NRJ 12 officialise la quatrième saison de l'émission. Initialement prévu sur l'île de La Réunion, le tournage a finalement été reporté à la suite d'un conflit pour finalement prendre place en République dominicaine.
Le 12 février 2021, NRJ 12 annonce que Greg Bassos, participant de l'émission Greg le millionnaire, est le parrain.
Le 9 mars 2021, NRJ 12 dévoile la première bande-annonce, présentant ainsi les candidats et annonçant la date de diffusion. Cette dernière est prévue pour le 29 mars 2021,.

### Participants
Le casting initial est composé de seize candidats issus de précédentes émissions de téléréalité, notamment Les Anges, rejoints en cours d'aventure par d'autres.
- Rania Saidi (Les Anges 9 et 12)
- Rawell Saidi (Les Anges 9 et 12)
- Thomas Adamandopoulos (Les Anges 9, 10, 11 et 12)
- Emma Keitmann (Les Princes de l'amour 7)
- Maïssane Aghioul (Les Marseillais aux Caraïbes)
- Julien Coste (Les Princes de l'amour 8)
- Tiffany Gounin (Les Anges 11 et 12)
- Raphaël Pépin (Les Anges 7, 8, 9, 10 et 11)
- Léana Zaoui (Les Anges 10 et 11)
- Kevin Zampa (Les Marseillais vs le Reste du monde 5)
- Inès Sberro (Les Marseillais vs le Reste du monde 5)
- Sarah Fraisou (Les Anges 8, 9, 10 et 11)
- Ahmed Harroun (La Bataille des couples 3)
- Nicolas Barbeyron (Les Princes de l'amour 8)
- Allan Guedj (Les Marseillais aux Caraïbes)
- Angèle Salentino (Les Marseillais vs le Reste du monde 5)
- Anthony Matéo (Les Anges 9)
- Clémence Lopez (La Villa des cœurs brisés 5)
- Jelena Djinki (Les Anges 11)
- Eddy Ben Youssef (Les Anges 6, 7, 8, 10 et 12)
- Anastasiya Buryakovska (Les Anges 11)
- Jérémy Granier (Les Marseillais : Australia)
- Jessica Mazellange (Les Marseillais)
- Ken Quer (La Villa des cœurs brisés 5)
- Carla Talon (10 Couples Parfaits 4)
- Jonathan Thibault (Les Princes de l'amour 8)
- Laura Von Gallucci (La Villa des cœurs brisés 6)
- Astrid Nelsia (Les Anges 10)
- Stella Ordonez (Anonyme)
- Enzo Laconi (Anonyme)
- Vanille (Anonyme)
- Frédérique Brugiroux (Les Anges 5, 6 et 9)
- Dominique-Damien Réhel (Les Anges 2 et 11)
- Eloïse Appelle (Les Marseillais aux Caraïbes)
- Anthony Naccarato (Les Marseillais 8 & 9)

### Polémiques
La quatrième saison est marquée par des accusations de harcèlement révélées par des candidates ayant participé à l'émission. En effet, Angèle Salentino, Rawell Saidi et Rania Saidi ont révélé avoir été harcelées par d'autres candidates et par la production. Celles-ci témoignent également de scène de violence, d'insultes, d'intimidations et d'acharnement en groupe sur et après le tournage en République dominicaine. Appelant au boycott de l'émission et de la chaine, leurs propos sont rapidement relayés sur les réseaux sociaux et soutenus par d'anciens candidats affirmant avoir eu droit au même sort lors d'anciennes saisons.
À la suite de la polémique et en raison des mauvaises audiences enregistrées depuis le début de la saison, NRJ 12 prend la décision de ne pas reconduire le programme pour une cinquième édition. Les Vacances des Anges entraine également dans sa chute son émission-mère, Les Anges, elle aussi annulée après 10 ans d'antenne.

## Audiences
La première saison, diffusée du 24 août 2015 au 16 octobre 2015, a réuni globalement 345 000 téléspectateurs pour 3 % de parts de marché. Elle a ainsi offert de faibles audiences à NRJ 12 comparée à la septième saison des Anges diffusée la même année, du 8 mars 2015 au 5 juillet 2015, qui a enregistré une moyenne de 636 000 téléspectateurs pour 5,3 % de parts de marché. La deuxième saison du programme a enregistré de plus faibles audiences avec une moyenne de 279 000 téléspectateurs pour 2,21 % de parts de marché. La troisième saison du programme s’est stabilisée en audiences avec une moyenne de 282 000 téléspectateurs pour 1,6 % de parts de marché. Enfin, la quatrième saison des Vacances des Anges signe le pire lancement de l'émission, avec seulement 165 000 téléspectateurs devant leur écran.